# Terminal Intermodal Vila Sônia

O Terminal Intermodal Vila Sônia é um ponto de conexão entre o sistema metroviário e o sistema de transporte coletivo que atende a cidade de São Paulo. Foi entregue parcialmente em 17 de dezembro de 2021, por meio da inauguração da Estação Vila Sônia do Metrô. Integra num mesmo lugar a Estação Vila Sônia - Professora Elizabeth Tenreiro da Linha 4 do Metrô de São Paulo (incluindo suas oficinas) com o Terminal de Ônibus Vila Sônia, que recebe ônibus municipais da cidade de São Paulo  e intermunicipais da EMTU, e o Corredor Campo Limpo-Rebouças-Centro da SPTrans. Em abril de 2023, o Governo de São Paulo alterou o nome da estação para "Vila Sônia - Professora Elizabeth Tenreiro", em homenagem à professora que foi assassinada na Escola Estadual Thomazia Montoro, na Vila Sônia, em 27 de março de 2023. O terminal está localizado no distrito de Vila Sônia.

## Estação do Metrô
Em 1995, o Metrô de São Paulo contratou a empresa Figueiredo Ferraz Consultoria e Engenharia de Projeto S.A. para realizar um novo projeto funcional da Linha 4–Amarela (dado que o anterior era de 1980). Ao contrário do anterior, que previra um pátio no distrito Ferreira, o projeto apresentado em 1997 pela Figueiredo Ferraz sugeriu a construção do pátio e das oficinas numa grande área localizada no quadrilátero das avenidas Professor Francisco Morato, Imigrante Japonês, Eliseu de Almeida e Rua Heitor dos Prazeres, no distrito de Vila Sônia.
A Linha 4–Amarela foi preparada para ser licitada em 1999, porém a crise dos Tigres Asiáticos causou uma fuga de crédito nos bancos de fomento que financiariam a obra, e o projeto ficou paralisado até o início dos anos 2000. Ao ser retomado, em 2003, passou por várias modificações, como o corte de estações, porém o Pátio Vila Sônia continuou como projetado originalmente.
O cancelamento, por pressão de moradores locais, da Estação Três Poderes fez com que o Metrô sugerisse uma futura expansão da Linha 4 para Taboão da Serra e incluísse pela primeira vez a Estação Vila Sônia, localizada ao lado do pátio já projetado. As obras da Linha 4 foram iniciadas em março de 2004, porém concebidas em três fases. Na fase I, apenas parte do Pátio Vila Sônia teve suas obras iniciadas e concluídas em 2010. Na fase II, o restante do pátio e a Estação Vila Sônia tiveram suas obras iniciadas. A futura fase III prevê um atendimento ao município de Taboão da Serra (seja por ônibus ou pela ampliação do metrô).
As obras da fase II foram iniciadas pela gestão Geraldo Alckmin em 2012 e enfrentaram diversos atrasos, chegando a ser paralisadas. Foi somente em julho de 2016 que os contratos foram retomados, e a previsão para a conclusão das obras foi postergada para abril de 2019 para o pátio de trens e meados de 2020 para a estação. Esses prazos, entretanto, não puderam ser cumpridos, e a gestão João Doria entregou o pátio em outubro de 2019. Em junho de 2020, a conclusão da estação foi adiada para março de 2021. Por fim, foi inaugurada em 17 de dezembro de 2021, passando a operar em horário integral em 10 de maio de 2022.

#### Características
Estação enterrada com plataformas laterais, com estruturas em concreto aparente e passarela de distribuição em estrutura metálica, fixada com tirantes sobre a plataforma. Possui acesso para pessoas portadoras de deficiência. Com 17 mil m² de área construída e 29 metros de profundidade, a estação possui nove níveis, além de duas plataformas laterais. Possui 20 escadas rolantes, 12 fixas, quatro elevadores e uma plataforma elevatória. Uma grande cúpula de vidro foi instalada para trazer luz natural do nível da rua na entrada do terminal da estação.
| Sigla | Capacidade     | Estação    | Inauguração            | Integração                                 | Plataformas | Posição     | Notas                                      |
| ----- | -------------- | ---------- | ---------------------- | ------------------------------------------ | ----------- | ----------- | ------------------------------------------ |
| VSO   | Não confirmada | Vila Sônia | 17 de dezembro de 2021 | Bilhete Único da SPTrans e terminal urbano | Laterais    | Subterrânea | Estação com estrutura de concreto aparente |

## Pátio e Centro de Controle Vila Sônia
Projetado em 1997 pelo arquiteto João Toscano, em parceria com os arquitetos Massayoshi Kamimura, Monique Alonso Gonzalez e Odiléa Helena Setti Toscano,  as obras do Pátio Vila Sônia foram iniciadas em março de 2004 e realizadas em duas fases. A fase I foi aberta em 2010, e a fase II estava prevista para ser concluída em meados de 2020.

### Inauguração
A construção da estação teve início em 2012, com previsão de inauguração em 2015. Porém, a construção ficou paralisada entre 2014 e 2015, devido à rescisão de contrato com o consórcio responsável pela construção na época. Em julho de 2016 foi assinado um novo contrato, que permitiu a retomada das construções, e as obras civis foram concluídas em janeiro de 2021. A princípio, a previsão de inauguração era entre os meses de maio e junho de 2021, porém o governador João Dória (PSDB) anunciou uma nova data de inauguração da estação, que ficou para dezembro de 2021.
O Pátio Vila Sônia é composto pelas seguintes instalações:
| Bloco | Tipo                                                                              | Fase de projeto (I-2010 e II-2020) |
| ----- | --------------------------------------------------------------------------------- | ---------------------------------- |
| A     | Oficinas                                                                          | I e II                             |
| B     | Administrativo                                                                    | II                                 |
| C     | Portarias de acesso (C1, C2,C3 e C4)                                              | I e II                             |
| D     | D1 (subestação retificadora), D2 (subestação e CCO) e D3 (posto de abastecimento) | I e II                             |
| E     | Torno rodeiro CNC                                                                 | I                                  |
| F     | Almoxarifado                                                                      | II                                 |
| G     | Veículos auxiliares/estação de solda                                              | I                                  |
| H     | Caixas d'água                                                                     | I                                  |
| I     | Depósito de inflamáveis                                                           | I                                  |
| J     | Posto de abastecimento                                                            | I                                  |
| K     | Caixas d'água de lavagem de trens                                                 | I                                  |
| L     | Depósito de lixo                                                                  | I e II                             |
| M     | Vestiários e ambulatório                                                          | I                                  |

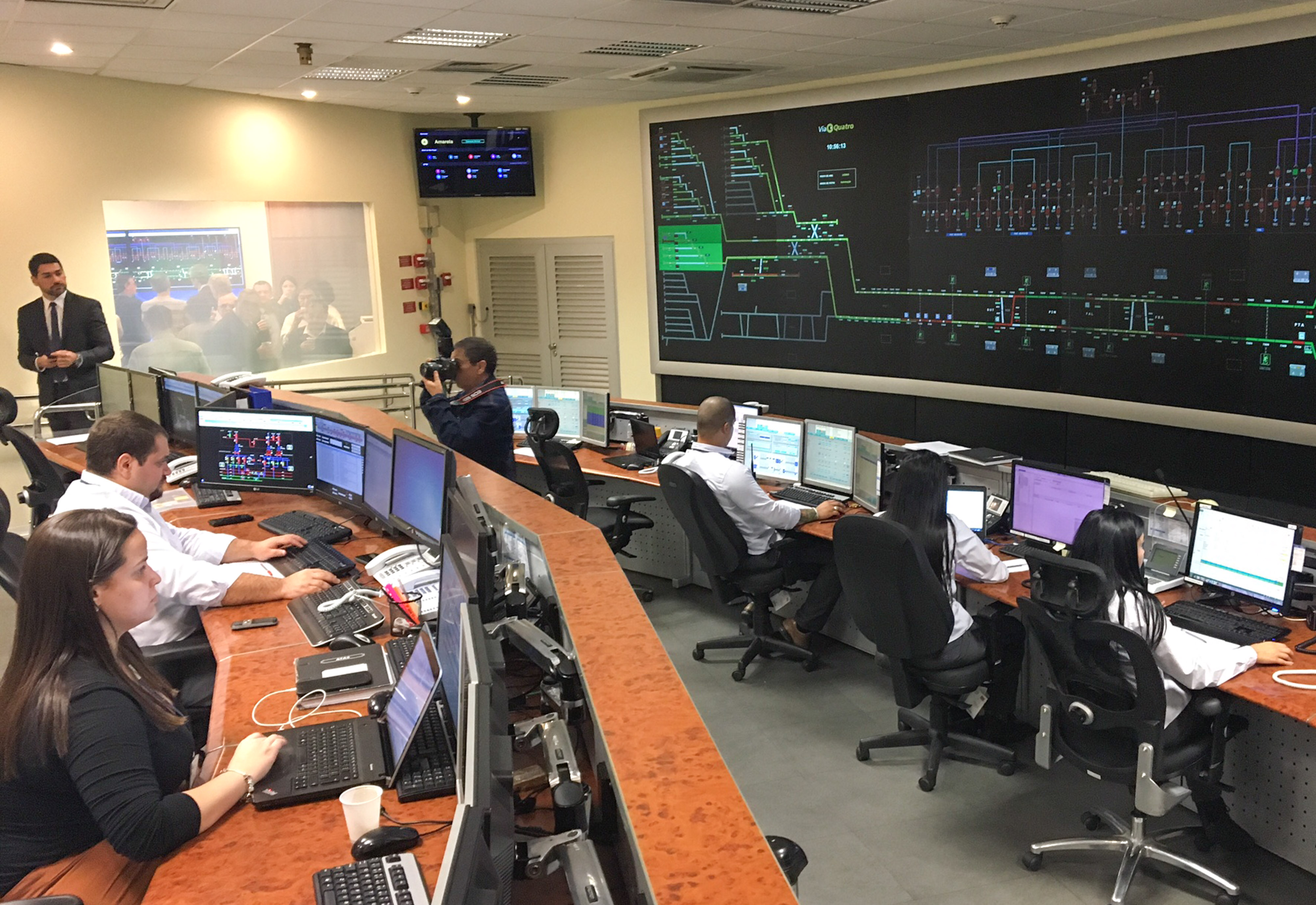
Vista do Centro de Controle Operacional da Linha 4, localizado no Bloco D2
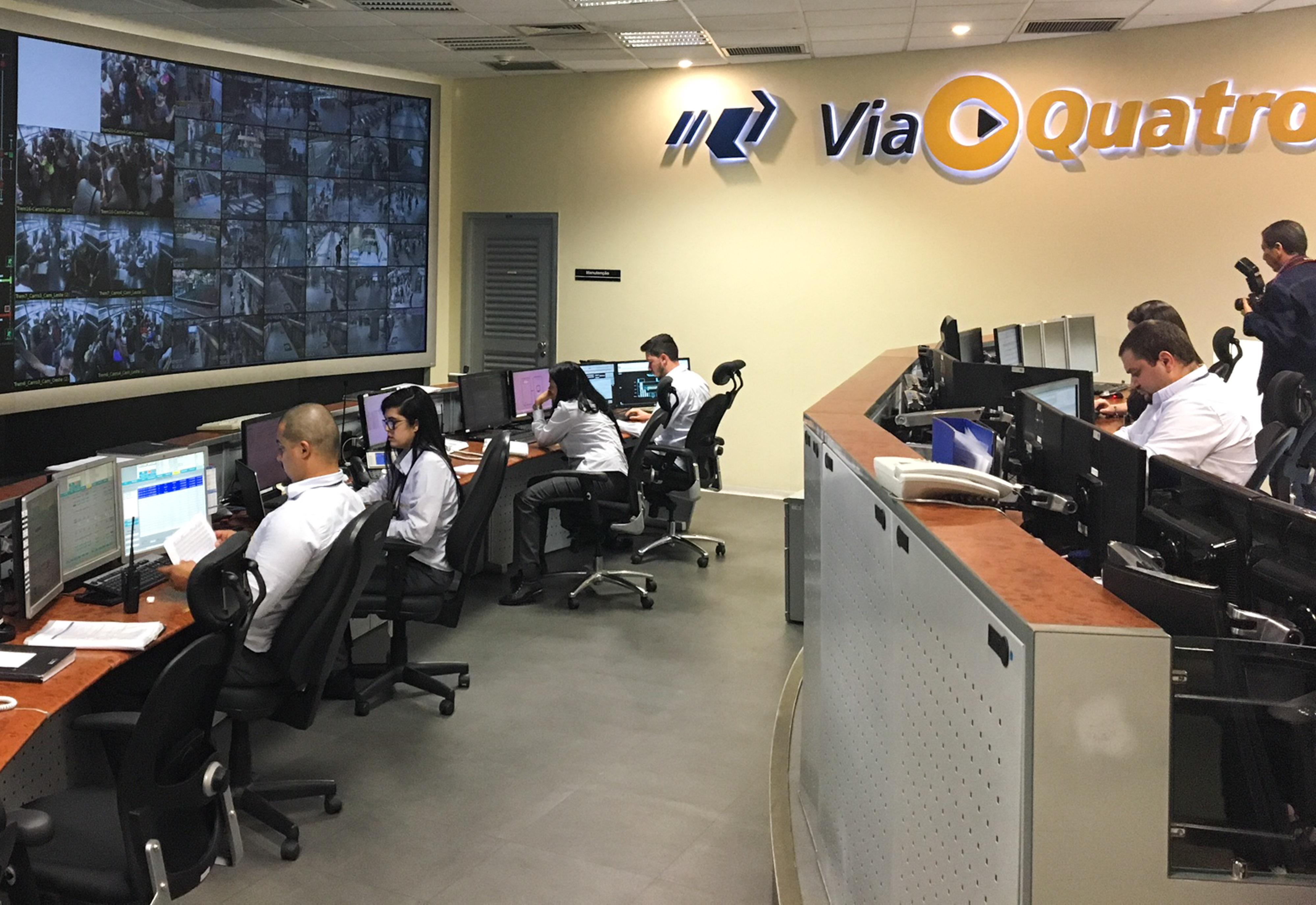
Central de monitoramento de segurança, localizado no Bloco D2
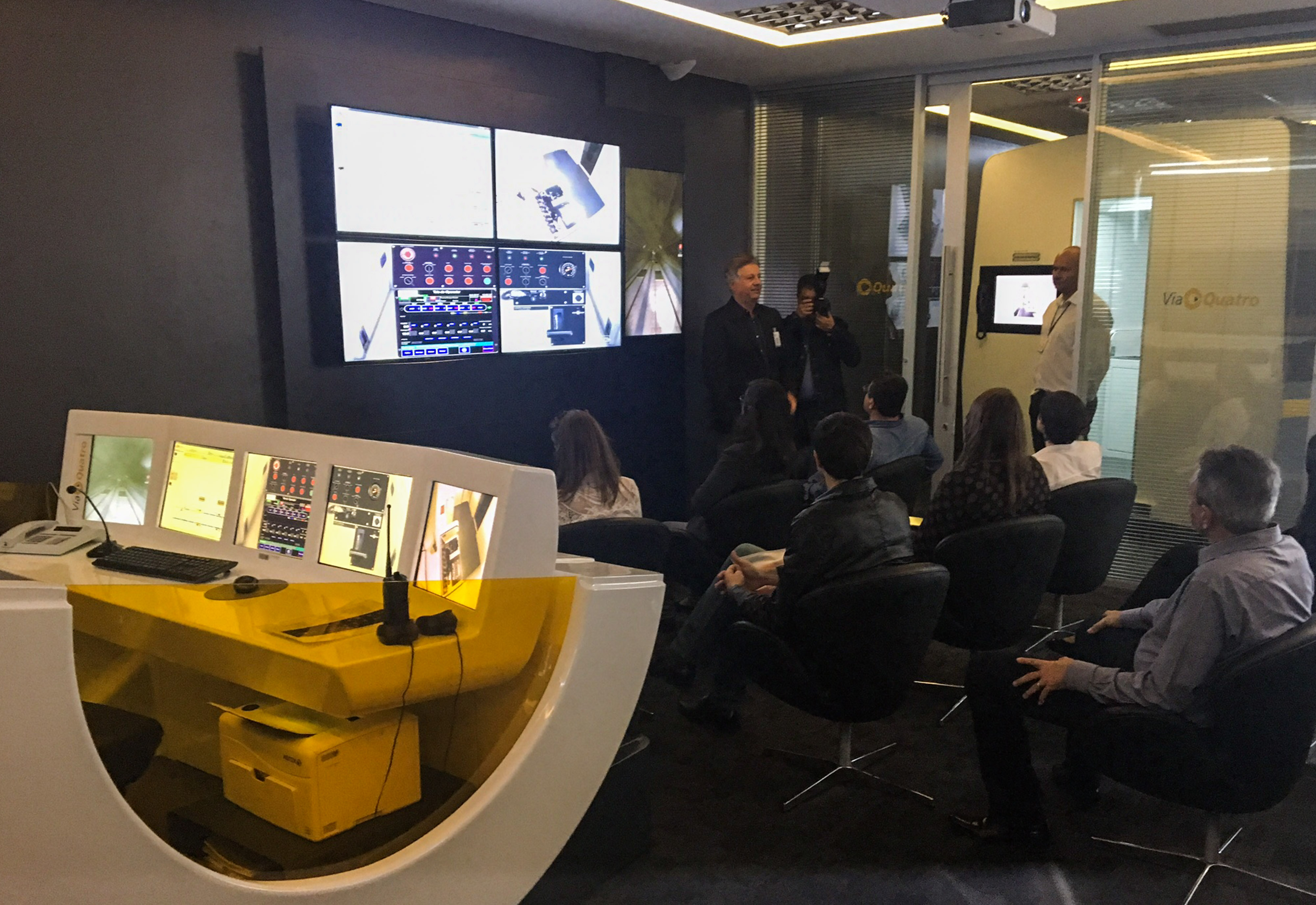
Centro de treinamento de operadores, localizado no Bloco D2
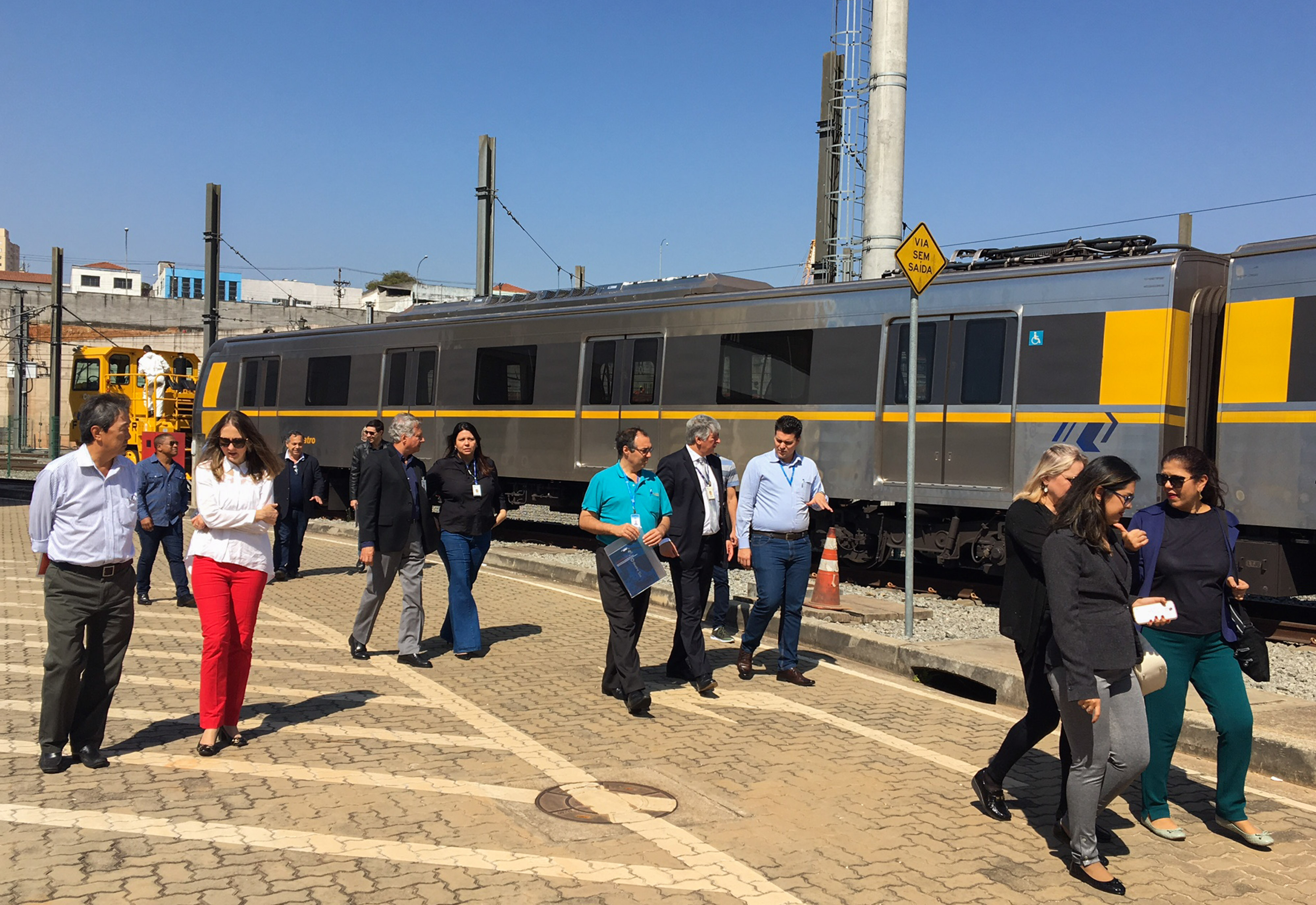
Aspecto externo do pátio Vila Sônia

## Terminal de ônibus

### Rodoviário (cancelado)
Em 1978, o Governo do Estado de São Paulo lançou o Plano Integrado de Terminais Rodoviários de Passageiros (PITERP). O PITERP previu a construção de cinco terminais rodoviários: Tietê, Barra Funda, Jabaquara, Zona Leste (Penha ou Itaquera) e Vila Sônia. Os três primeiros foram construídos nos locais planejados originalmente, e o terminal da Zona Leste foi remanejado para a Estação Bresser. O projeto acabou engavetado nos anos 1990. Em 2010, a Prefeitura de São Paulo retomou o projeto dos terminais restantes (Itaquera e Vila Sônia). O Terminal Vila Sônia foi projetado para a área (passível de desapropriação) localizada no quadrilátero formado pelas avenidas Professor Francisco Morato e Eliseu de Almeida e pelas ruas Heitor dos Prazeres e José Valter Seng.
O projeto provocou protestos dos moradores, que temiam as desapropriações e que o terminal trouxesse gente "diferenciada" para a região. Após muita polêmica e ações judiciais, a Prefeitura desistiu da construção do terminal em 2013.

### Urbano Intermunicipal
A primeira menção à implantação de um terminal na divisa com Taboão da Serra data de 1978, dentro do plano de corredores de trólebus SISTRAN, da Prefeitura de São Paulo. Em 1985, a CMTC lançou o Plano Municipal de Transporte e Tráfego, prevendo um terminal na região. Em 1993, surgiu a primeira iniciativa similar da EMTU para a região.
Apenas em 2003 surgiu o primeiro projeto detalhado do Terminal Vila Sônia. Projetado pela SPTrans (dentro do projeto São Paulo Interligado), o terminal em superfície ocuparia o quadrilátero formado pela Avenida Professor Francisco Morato e pelas ruas Taborda, André Saraiva e Joaquim Galvão. O surgimento do projeto do Metrô, a falta de recursos e a mudança de gestão municipal fizeram com que o projeto fosse encampado pelo Metrô, dentro do projeto da Linha 4.
Para evitar desapropriações, o novo projeto do terminal foi proposto para ser construído sobre parte das vias de estacionamento do Pátio Vila Sônia, facilitando sua integração aos corredores viários das avenidas Eliseu de Almeida e Francisco Morato. Suas obras foram iniciadas em 2012 e paralisadas em 2014. Foi inaugurado em 10 de maio de 2022, e abriga linhas municipais (SPTrans) e intermunicipais (EMTU).
Segundo o contrato de concessão da Linha 4–Amarela, o terminal deverá ser o novo ponto final das linhas intermunicipais da EMTU oriundas das cidades de Embu das Artes e Taboão da Serra.  O terminal serve linhas municipais que atendem a região Oeste da capital paulista, além de também servir linhas intermunicipais da EMTU que atendem os municípios de Osasco, Taboão da Serra, Barueri, Itapecerica da Serra, Carapicuíba e Embu das Artes. O terminal atende ainda o Corredor Campo Limpo da SPTrans.

## Mall Vila Sônia
Em junho de 2023 a ViaQuatro anunciou os planos para a criação de um novo shopping dentro do Terminal Intermodal Vila Sônia, no espaço do corredor abaixo do terminal de ônibus. O plano inicial projetava abrigar 78 lojas e quiosques, dentre esses haveria redes de fast-food, cafés, lojas de tecnologia, calçados, moda, serviços, beleza e bombonières, dentre outros, e além disso uma praça de alimentação. Esse é o primeiro shopping a ser operado pela ViaQuatro.
Em setembro de 2024, foram abertas as primeiras lojas no espaço.